# Округ Хауард (Индијана)
Округ Хауард (енгл. Howard County) је округ у америчкој савезној држави Индијана.

## Демографија
По попису из 2010. године број становника је 82.752, што је 2.212 (-2,6%) становника мање 2000. године.
| Група             | 2000.          | 2010.          |
| Белци             | 75.378 (88,7%) | 72.091 (87,1%) |
| Афроамериканци    | 5.563 (6,5%)   | 5.680 (6,9%)   |
| Азијати           | 861 (1,0%)     | 740 (0,9%)     |
| Хиспаноамериканци | 1.709 (2,0%)   | 2.203 (2,7%)   |
| Укупно            | 84.964         | 82.752         |